# Sofia Edviges da Dinamarca
Sofia Edviges da Dinamarca (em dinamarquês:  Sophie Hedevig; Copenhaga, 28 de agosto de 1677 — Palácio de Charlottenborg, 13 de março de 1735) foi uma princesa dinamarquesa, filha do rei Cristiano V da Dinamarca e de Carlota Amália de Hesse-Cassel.

## Família
Entre os seus irmãos estava o rei Frederico IV da Dinamarca. Os seus avós paternos eram o rei Frederico III da Dinamarca e a duquesa Sofia Amália de Brunsvique-Luneburgo. Os seus avós maternos eram Guilherme VI, Conde de Hesse-Cassel e a marquesa Edviges Sofia de Brandemburgo.

## Biografia
Sofia esteve noiva três vezes, primeiro com o eleitor João Jorge da Saxónia em 1691, depois com o sacro-imperador José I em 1694 e finalmente com o seu primo direito, o rei Carlos XII da Suécia em 1697, mas nenhum dos casamentos chegou a acontecer. O primeiro noivo rompeu o noivado, o segundo exigiu que ela se convertesse ao catolicismo e o terceiro não se queria casar. Sofia manteve-se oficialmente solteira, embora houvesse rumores de que se tinha casado secretamente com Carl Adolph von Plessen, seu criado. Entre as suas damas-de-companhia estava Isabel Helena de Vieregg. Tinha uma boa relação com o seu irmão, o rei Frederico IV, até 1721 quando deixou a corte na companhia do seu irmão Carlos como protesto pelo casamento do rei com Ana Sofia Reventlow.

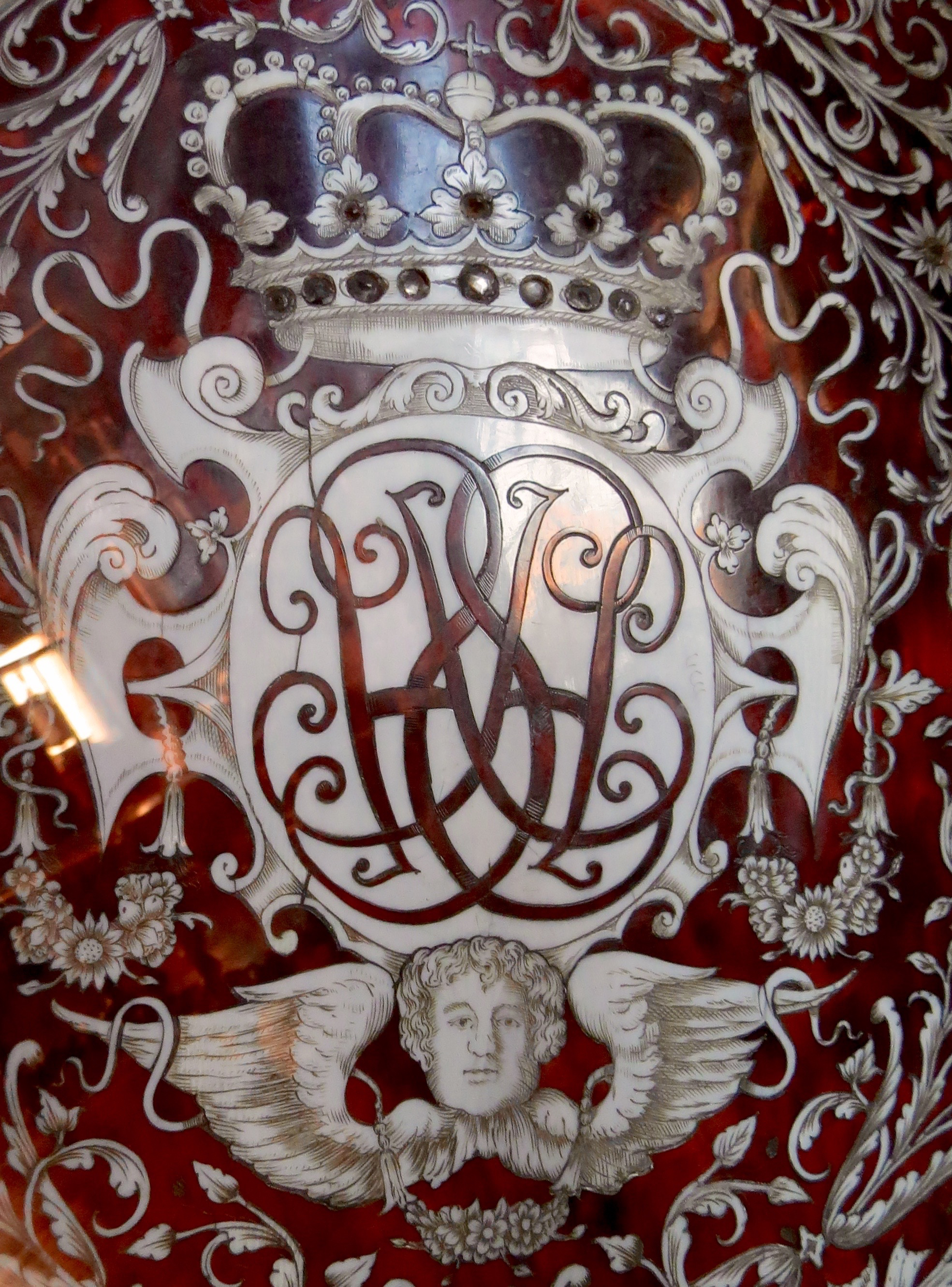
Monograma da princesa Sofia Edviges.

Sofia dedicou-se à filantropia e questões sociais e geriu as suas propriedades onde abriu escolas religiosas e o convento protestante de Vemmetofte para mulheres solteiras. Era também uma talentosa pintora de retratos e interessava-se por música e bordados. Muitos dos seus trabalhos sobreviveram até aos dias de hoje e encontram-se preservados na colecção real dinamarquesa no Castelo de Rosenborg. Morreu aos cinquenta e sete anos de idade.